# Estoril Open 2018
Estoril Open 2018, oficiálně se jménem sponzora Millennium Estoril Open 2018, byl tenisový turnaj pořádaný jako součást mužského okruhu ATP World Tour, který se odehrával v tenisovém areálu Clube de Ténis do Estoril na otevřených antukových dvorcích. Probíhal mezi 30. dubnem až 5. květnem 2018 v portugalském přímořském letovisku Cascais jako čtvrtý ročník turnaje.
Turnaj s rozpočtem 540 310 eur a odměnami hráčům 482 060 eur patřil do kategorie ATP World Tour 250. Nejvýše nasazeným hráčem ve dvouhře se stal osmý hráč světa Kevin Anderson ze Jihoafrické republiky. Jako poslední přímý účastník do hlavní singlové soutěže nastoupil americký 109. hráč žebříčku Bjorn Fratangelo.
Třetí singlový titul na túře ATP a první antukový vybojoval 29letý Portugalec João Sousa.
Z první společně odehrané čtyřhry si odvezli premiérové trofeje okruhu ATP Tour Britové Kyle Edmund a Cameron Norrie, z nichž první odehrál v předchozí kariéře pouze jeden zápas čtyřhry v této úrovni tenisu a druhý ani jedno takové utkání.

## Rozdělení bodů a finančních odměn

### Rozdělení bodů
| Soutěž  | vítězové | finalisté | semifinalisté | čtvrtfinalisté | 16 v kole | 32 v kole | Q  | Q2 | Q1 |
| ------- | -------- | --------- | ------------- | -------------- | --------- | --------- | -- | -- | -- |
| dvouhra | 250      | 150       | 90            | 45             | 20        | 0         | 12 | 6  | 0  |
| čtyřhra | 250      | 150       | 90            | 45             | 0         | —         | —  | —  | —  |

### Finanční odměny
| Soutěž                              | vítězové | finalisté | semifinalisté | čtvrtfinalisté | 16 v kole | 32 v kole | Q2     | Q1     |
| ----------------------------------- | -------- | --------- | ------------- | -------------- | --------- | --------- | ------ | ------ |
| dvouhra                             | €89 435  | €47 105   | €25 515       | €14 535        | €8 565    | €5 075    | €2 285 | €1 145 |
| čtyřhra                             | €27 170  | €14 280   | €7 740        | €4 430         | €2 590    | —         | —      | —      |
| částka ve čtyřhře je uvedena na pár |          |           |               |                |           |           |        |        |

## Mužská dvouhra

### Nasazení
| Stát                          | Hráč                 | ATP | Nasazení |
| ----------------------------- | -------------------- | --- | -------- |
| Jižní Afrika                  | Kevin Anderson       | 8.  | 1.       |
| Španělsko                     | Pablo Carreño Busta  | 11. | 2.       |
| Spojené království            | Kyle Edmund          | 23. | 3.       |
| Lucembursko                   | Gilles Müller        | 28. | 4.       |
| Španělsko                     | Albert Ramos-Viñolas | 40. | 5.       |
| Nizozemsko                    | Robin Haase          | 44. | 6.       |
| Argentina                     | Leonardo Mayer       | 45. | 7.       |
| Rusko                         | Daniil Medveděv      | 48. | 8.       |
| Žebříček ATP k 23. dubnu 2018 |                      |     |          |

### Jiné formy účasti
Následující hráči obdrželi divokou kartu do hlavní soutěže:
- Alex de Minaur
- Frederico Ferreira Silva
- Pedro Sousa

Následující hráči postoupili z kvalifikace:
- Simone Bolelli
- João Domingues
- Ricardo Ojeda Lara
- Tim Smyczek

### Odhlášení
před zahájením turnaje
- David Ferrer → nahradil jej  Cameron Norrie
- Nick Kyrgios → nahradil jej  Nicolás Kicker
- Benoît Paire → nahradil jej  Gastão Elias

## Mužská čtyřhra

### Nasazení
| Stát                                                                                   | Hráč              | Stát        | Hráč              | ATP | Nasazení |
| -------------------------------------------------------------------------------------- | ----------------- | ----------- | ----------------- | --- | -------- |
| Austrálie                                                                              | John Peers        | Nizozemsko  | Jean-Julien Rojer | 17. | 1.       |
| Jižní Afrika                                                                           | Raven Klaasen     | Nový Zéland | Michael Venus     | 48. | 2.       |
| Španělsko                                                                              | Marc López        | Španělsko   | David Marrero     | 67. | 3.       |
| Brazílie                                                                               | Marcelo Demoliner | Mexiko      | Santiago González | 84. | 4.       |
| Žebříček ATP k 23. dubnu 2018; číslo je součtem žebříčkového postavení obou členů páru |                   |             |                   |     |          |

### Jiné formy účasti
Následující páry obdržely divokou kartu do hlavní soutěže:
- Alex de Minaur /  Lleyton Hewitt
- Gastão Elias /  Pedro Sousa

## Přehled finále

### Mužská dvouhra
- João Sousa vs.  Frances Tiafoe, 6–4, 6–4

### Mužská čtyřhra
- Kyle Edmund /  Cameron Norrie vs.  Wesley Koolhof /  Artem Sitak, 6–4, 6–2